# Staatliche Kunstsammlungen Dresden

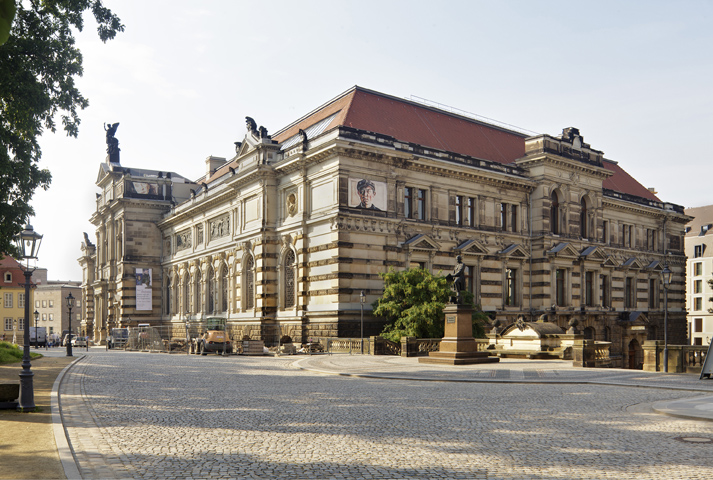
Galerie Neue Meister och Skulpturensammlung huserar i Albertinum

Staatliche Kunstsammlungen Dresden är ett förbund av tolv museer i den tyska staden Dresden och i andra orter i samma region. Sammanslutningen ägs av Fristaten Sachsen. I förbundet ingår även museer med etnografiska föremål i Leipzig och Herrnhut.
Museerna visar typisk konst som målningar, illustrationer, skulpturer och dessutom smycken, möbel, kläder, porslin och silverbestick.

## Museer i förbundet
Följande museer ingår:
- Gemäldegalerie Alte Meister
- Galerie Neue Meister
- Grünes Gewölbe
- Kunstgewerbemuseum Dresden
- Kupferstich-Kabinett Dresden
- Mathematisch-Physikalischer Salon
- Münzkabinett Dresden
- Museum für Sächsische Volkskunst mit Puppentheatersammlung
- Porzellansammlung Dresden
- Rüstkammer
- Skulpturensammlung Dresden
- Staatliche Ethnographische Sammlungen